# Piñeiro (Cedeira)
Piñeiro (llamada oficialmente San Cosme de Piñeiro) es una parroquia española del municipio de Cedeira, en la provincia de La Coruña, Galicia.

## Entidades de población
Entidades de población que forman parte de la parroquia:
- A Area
- A Casagrande
- A Chousa
- Agrochaíl
- Agrochao
- As Lagoas
- Beco (O Beco)
- Bereixo
- Camposa
- Casanova (A Casanova)
- Castro (O Castro)
- Coto (O Coto)
- Diamantel
- Estoxa (A Estoxa)
- Maravilla (A Marabilla)
- Mosende
- Norbasco (O Norbasco)
- O Pereiro
- O Sartego
- Olmo (O Olmo)
- Pedra do Camiño
- Peneiro (O Peneiro)
- Trabe (A Trabe)
- Ventosa
- Virizo (Birizo)
- Vista Alegre

## Despoblado
Despoblado que forma parte de la parroquia:
- Freixido

## Demografía
| Gráfica de evolución demográfica de Piñeiro entre 2000 y 2018 |
|                                                               |
| Datos según el nomenclátor publicado por el INE.              |